# Caversham Lock

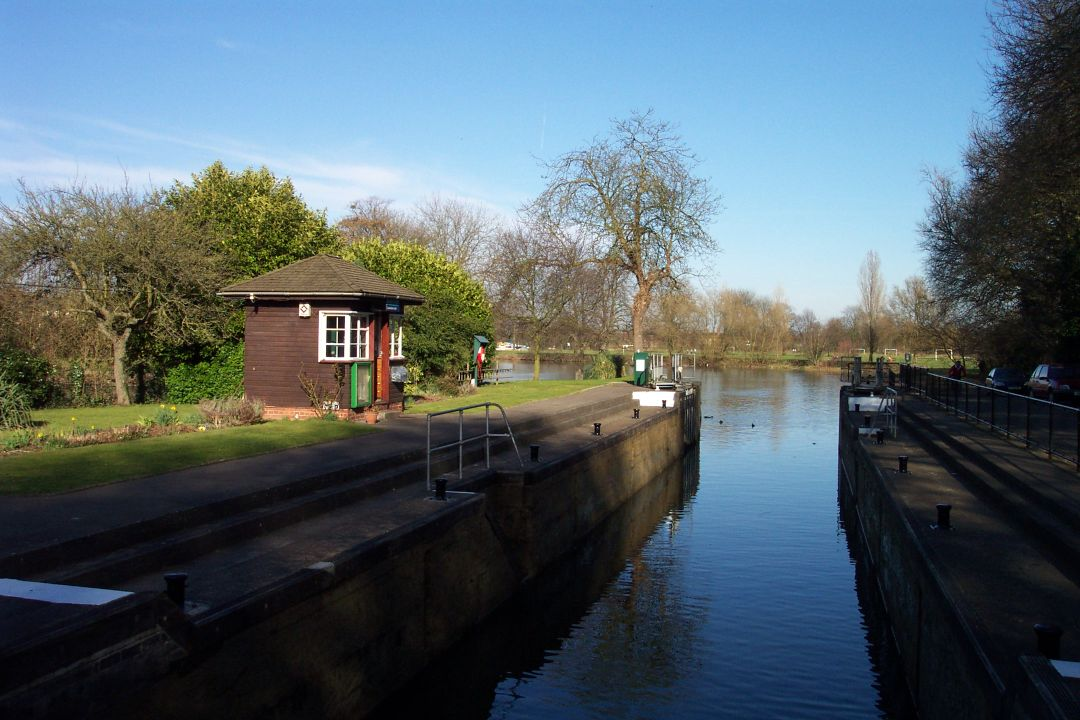
Das Caversham Lock

Das Caversham Lock ist eine Schleuse in der Themse bei Reading, in Berkshire, England. Sie wurde an die De Bohun Island, die deswegen umgangssprachlich auch Lock Island genannt wird, angebaut. Die Schleuse wurde 1778 von der Thames Navigation Commission errichtet. Aus dem Wehr an der Schleuse und weiteren Wehren an der View Island und Heron Island entsteht ein Gesamtkomplex an Wehren. Eine Brücke verbindet alle drei Inseln und ist eine Verbindung von Lower Caversham nach Reading.
Auf der Insel gibt es ein Schleusenwärterhaus, einen Kran, eine Bootswerkstatt und ein Bootshaus, die von der Environment Agency und der Polizei genutzt werden.

## Geschichte
Ein Wehr, eine Mühle und eine Fähre sowie eine Stauschleuse werden 1493 erstmals an dieser Stelle erwähnt, als sie an die Notley Abbey übertragen wurden. Die Schleuse wurde 1778 gebaut, ein lange versprochenes Schleusenwärterhaus wurde jedoch erst 1819 errichtet. Der Bau einer 1871 von der Reading Corporation geplanten Drehbrücke oberhalb der Schleuse wurde nicht umgesetzt. Die Schleuse wurde 1875 erneuert.

## Der Fluss oberhalb der Schleuse
Oberhalb der Schleuse befinden sich die Reading Bridge und Fry’s Island. Die Caversham Bridge führt über Pipers Island. Jenseits von Caversham liegt St Mary’s Island. Es folgen die Inseln Appletree Eyot und Poplar Island. Während des Reading Festivals wird nahe der Caversham Bridge die Reading Festival Bridge über den Fluss gebaut.
Der Themsepfad verläuft auf dem Südufer des Flusses bis zum Mapledurham Lock. Auf der Nordseite des Flusses gibt es zwischen der Reading Bridge und der Caversham Bridge einen Fußweg.